# Episodi di Un passo dal cielo (quinta stagione)
La quinta stagione della serie televisiva Un passo dal cielo è stata trasmessa in prima visione su Rai 1 dal 12 settembre al 14 novembre 2019.
| n° | Titolo                  | Prima TV Italia   |
| -- | ----------------------- | ----------------- |
| 1  | Il ritorno              | 12 settembre 2019 |
| 2  | Le radici del male      | 19 settembre 2019 |
| 3  | Ferite profonde         | 26 settembre 2019 |
| 4  | Il gigante e il bambino | 3 ottobre 2019    |
| 5  | I figli di Deva         | 10 ottobre 2019   |
| 6  | Fantasmi del passato    | 17 ottobre 2019   |
| 7  | Onora il padre          | 24 ottobre 2019   |
| 8  | La fuga                 | 31 ottobre 2019   |
| 9  | La sorgente dell'odio   | 7 novembre 2019   |
| 10 | Il figlio               | 14 novembre 2019  |

## Il ritorno
- Diretto da:
- Scritto da:

### Trama
Di ritorno dagli USA, Emma viene riconosciuta da Francesco, il quale sta accompagnando Adriana Ferrante, maestra elementare nota in paese per il suo impegno verso i migranti del posto. Adriana e sua figlia Isabella hanno un passato molto doloroso: entrambe erano adepte di Deva e quando la comunità si è sciolta Francesco si è adoperato per aiutarle. Emma visita Albert Kroess, in carcere dopo l'omicidio della moglie di Neri e di Eleonora Sartori, la sorella di Zoe. Kroess, apparentemente pentito e pronto a rimediare agli errori del passato, le consegna un biglietto con un nome e un numero di telefono. Subito dopo la Giorgi si trova in un emporio in cui si sta compiendo una rapina. In quel momento Emma viene narcotizzata, rapita e portata via su un furgone bianco. Klaus Moser, il commesso alla cassa, non era presente durante la rapina perché intento a difendere Isabella da due coetanei che volevano abusare di lei. L'autore della rapina è Faisal, uno dei migranti della comunità, estraneo però al rapimento di Emma, la quale è in realtà stata portata via da Gunther, l'ex braccio destro di Kroess, caduto in rovina dopo l'estinzione di Deva, che minaccia di uccidere l'ostaggio se il Maestro non uscirà dal carcere. Neri raggiunge il covo di Gunther, che però lo ferisce durante uno scontro corpo a corpo. A questo punto Vincenzo fa uscire il Maestro dal carcere. Albert si ricongiunge con Gunther, che libera gli ostaggi e cerca di convincere Kroess a riprendere l'attività di Deva, ma mentre punta la pistola verso Emma, Albert le si para davanti e viene colpito da un proiettile. Francesco, benché ferito, insegue Gunther, che sul ciglio di un burrone informa Neri che Deva non sarà mai davvero sconfitta perché ha suo figlio, per poi togliersi la vita. Cosa avrà voluto dire Gunther a Francesco prima di morire? Intanto in sostituzione di Roccia e Tommaso arriva il nuovo rinforzo Valeria Ferrante, sorella di Adriana, ma i rapporti tra le due non sono idilliaci. Valeria era una scalatrice e da quando ha perso la vita il suo compagno di cordata durante una spedizione, ha lasciato la professione per diventare una Forestale. Eva e Vincenzo, mentre i lavori per costruire la loro nuova casa faticano a terminare, stanno per avere il loro primo figlio. La Fernandez partorisce Carmela, ma ad avere più timore nella coppia è proprio la donna, che il giorno dopo lascia un biglietto di addio a Vincenzo e alla bambina e fugge via, lasciandolo nella confusione e nella disperazione più totali.
- Citazione finale: "Avere un figlio è decidere di avere il tuo cuore sempre in giro, al di fuori del corpo" (Elizabeth Stone)
- Altri interpreti: Davide Paganini, Giulia Fiume, Francesco Castiglione, Roberta Rigano
- Ascolti Italia: 4 333 000 telespettatori – share 21.2%

## Le radici del male
- Diretto da:
- Scritto da:

### Trama
Dopo le parole di Gunther, Neri va in ospedale da Kroess, il quale conferma che Livia ha abortito: Francesco non crede alle sue parole e pensa che suo figlio in realtà sia vivo. Adriana confida a Neri che Gunther aveva una fidanzata, Marta, stabilitasi negli alloggi di Deva. La sera stessa Marta chiama Neri e lo fa venire nel bosco: sembra sia disposta a rivelare la verità sul rapimento di Emma e sul figlio partorito dalla Sonzogni. Ma quella notte la Galli viene trovata morta. Neri, che di quella notte non ricorda nulla, viene incriminato dell'omicidio. In carcere Francesco vive momenti duri: viene picchiato da alcuni detenuti, e ha delle strane visioni in cui lui mette le mani al collo di Marta strangolandola. L'uomo non esclude persino di aver ucciso la Galli e nemmeno un riscontro sul luogo del delitto serve a Neri per fargli ritrovare la memoria. Neri in realtà è stato avvelenato: il veleno si trovava in una tazzina da caffè che Marta gli aveva porto; la ragazza lo aveva attirato volutamente nel bosco per ucciderlo e vendicarsi di lui. Per legittima difesa ha iniziato a strangolare Marta, che poi si è liberata e ha colpito Neri alla testa. La Galli voleva usare il terreno donatole dal padre per rifondare Deva. È stato suo padre a uccidere Marta, a caricare Neri sul cavallo e a chiamare la polizia in veste anonima. Vincenzo, dopo l'abbandono di Eva (tornata in Spagna dalla madre), e in attesa della fine dei lavori della casa, si è trasferito con la piccola Carmela nella foresteria, dove abita anche Valeria. La convivenza non è certo facile, visto che la Ferrante non perde occasione per portare in alloggio i suoi spasimanti, e la bambina piange in continuazione. In compenso, Valeria inizia a instaurare un rapporto intenso con Carmela. Vincenzo si lascia scappare con Valeria del tumore della sorella (di cui egli era venuto a sapere da Adriana quando era in comunità per le lezioni di vela). Ma Valeria non ne era al corrente e va a parlare a scuola con Adriana, che la allontana un'altra volta. Ad ascoltare la discussione c'è Isabella, che scopre così che la madre è ammalata. Quando Isabella dice alla madre di essersi innamorata di Klaus, Adriana reagisce male e proibisce alla figlia di frequentarlo. Emma, le cui condizioni di salute sono peggiorate per via dell'aneurisma, si dichiara a Francesco. Neri, dilaniato dalla paura di perdere le persone che ama, grazie alle parole di Adriana riesce a ritrovare la Giorgi: i due si baciano appassionatamente e si mettono insieme. In compenso, Neri dovrà iniziare un percorso con la psicologa Elena Salvi, che dovrà stilare un profilo psicologico dell'uomo per indicare se sia idoneo o meno alla professione. Dopo essere stata con Klaus, Isabella torna a casa, ma non vi trova la madre, da sola in barca. Proprio in quel momento, altre frecce infuocate vengono scoccate in direzione della barca e dell'edificio della comunità di Adriana, provocando un altro incendio.
- Citazione finale: "Se niente ci salva dalla morte, che almeno l'amore ci salvi dalla vita" (Pablo Neruda)
- Altri interpreti: Thierry Toscan, Davide Paganini, Giulia Fiume, Francesco Castiglione, Alberto Boubakar Malanchino, Roberta Rigano, Francesca Fialdini
- Ascolti Italia: 3 889 000 telespettatori – share 18.6%

## Ferite profonde
- Diretto da:
- Scritto da:

### Trama
Adriana viene ricoverata in ospedale in gravi condizioni: qualcuno l'ha colpita alla testa, e poi ha dato fuoco alla barca. La Ferrante morirà il giorno dopo in seguito a una complicazione dovuta al tumore. La piromane è Claudia Nevoni, la cui figlia è stata violentata, uccisa e poi gettata nel fiume da alcuni migranti della comunità di Adriana. La Nevoni nega di aver aggredito Adriana nella barca. Neri scopre che l'amica (la quale nel mentre gli cercava il figlio) aveva preso in affitto un monolocale, che usava come nido d'amore per incontrarsi con un amante. Isabella (che sta in foresteria con la zia e Vincenzo) è convinta che sia Bruno Moser l'amante della madre, e allontana Klaus, ma se ne pente; Vincenzo la incoraggia a parlargli e a riappacificarsi, mostrando agli occhi di Valeria di essere un buon padre anche per lei. Huber riferisce che tutti i migranti della comunità sono venuti a testimoniare riguardo al furto, tranne uno: Jama Otunga, in realtà l'amante di Adriana. L'uomo voleva solamente ricongiungersi alla sua famiglia, che si trova in Austria, ma per farlo aveva bisogno di un permesso di lavoro. Adriana si era prodigata per farglielo avere, ma quando Jama ha saputo dell'incidente, è entrato in casa di Adriana, ha preso dei soldi e con quelli ha pagato un trafficante per salire su un camion che gli avrebbe permesso di sconfinare. Intanto Klaus contatta il gestore del traffico: vuole la sua parte di soldi. Forse i sospetti di Adriana su di lui non erano così avventati. Emma, che lavora nella scuderia di Moser, scopre che vi lavorano alcuni detenuti: grazie a una cooperativa, i carcerati possono svolgere delle attività di giorno, e tornare in cella la notte. Emma vuole aiutare Kroess, che le ha salvato la vita, ma anche perché Albert è l'unico a sapere la verità sul figlio di Neri. Dopo aver rassicurato Francesco, Emma va in carcere da Elena per convincerla a dare il suo consenso, ma un detenuto prende un coltello e lo punta al collo della Salvi. Albert, mostrando ancora una volta le sue doti convincitorie, riesce a far disarmare l'uomo, proprio davanti agli occhi di Emma. La Salvi sembra sconvolta dall'accaduto, e rammenta un episodio doloroso che le riguarda molto da vicino. La psicologa dà comunque il suo consenso alla richiesta di lavoro: Kroess può dunque uscire dal carcere.
- Citazione finale: "È più facile spezzare un atomo che un pregiudizio" (Albert Einstein)
- Altri interpreti: Davide Paganini, Giulia Fiume, Andrea Gherpelli, Alberto Boubakar Malanchino, Marit Nissen, Valeria Morosini, Celeste Savino, Stefano Rossi Giordani, Riccardo Antonaci
- Ascolti Italia: 3 961 000 telespettatori – share 18.6%

## Il gigante e il bambino
- Diretto da:
- Scritto da:

### Trama
Vincenzo, in crisi dopo la notte d'amore trascorsa con Valeria, inizia ad apprezzare le sue qualità, ma l'uomo continua a pensare a Eva, anche se non l'ha perdonata per aver lasciato lui e Carmela. Josef Lodi, maestro di sci, viene aggredito nella seggiovia di San Candido. I sospetti ricadono sul figlio Kristian, scultore, che non aveva buoni rapporti con il padre. Valeria conferma l'alibi di Kristian, con cui ha passato la notte il giorno dell'aggressione. Ma la Ferrante copre Lodi perché è il fratello di Giacomo, l'alpinista morto in cordata durante una spedizione sul Nanga Parbat. Giacomo morì assiderato per salvare Valeria, in crisi di freddo sui 7000 metri di quota. Intanto dal disegno di Sahel e dal racconto di Jama si cerca di risalire al furgone che caricava i migranti per trasportarli in Austria. Tra i proprietari dei furgoni della zona c'è anche Kristian Lodi: è lui uno dei trafficanti. A gestire il traffico di migranti è proprio il direttore della comunità in cui lavorava Adriana, Casarin, che fugge, avvertito da Klaus (l'altro trafficante insieme a Kristian) prima dell'arrivo della polizia. Quando Josef si sveglia, indica in Casarin il suo aggressore. Valeria, da un dettaglio del disegno di Sahel, riconosce il tatuaggio che Klaus ha sulla nuca, e insospettita, pedina il Moser, ma nell'appostamento qualcuno la aggredisce alle spalle, fortunatamente senza gravi conseguenze. Klaus entra in commissariato e ruba il passaporto sequestrato in casa di Casarin, ma il padre Bruno lo scopre, e insieme al figlio concordano una versione dei fatti da raccontare alla polizia. Klaus viene usato come esca per catturare Casarin: il ragazzo dovrà andare da lui a portargli il passaporto, ma sul posto Casarin viene rinvenuto morto. Dai conti di Adriana vengono fuori dei versamenti sospetti di denaro. Vincenzo crede che Adriana sia diventata complice dei trafficanti, ma né Valeria né Neri sono convinti della colpevolezza di Adriana. Dopo quello che ha scoperto sul suo conto, Isabella lascia Klaus, accusandolo di averle mentito e di aver protetto chi ha ucciso sua madre. Kroess consegna a Emma la lista dei bambini partoriti a Deva, ma in quella lista non c'è il figlio di Francesco. Neri, preoccupato per la salute della compagna che ha avuto uno svenimento in macchina, medita di fidarsi davvero di Kroess e contatta lo specialista che può curare il suo aneurisma. Il dottor Meyer rassicura Emma: l'operazione è possibile, e c'è il 70% di possibilità di guarigione. Nuovi esami a cui si sottopone Emma però la sconvolgono: la Giorgi è incinta, e perché l'aneurisma sia ancora operabile la donna deve sottoporsi a un'interruzione di gravidanza.
- Citazione finale: "La montagna più alta rimane sempre dentro di noi" (Walter Bonatti)
- Altri interpreti: Davide Paganini, Stefano Rossi Giordani, Francesco Biscione, Fabrizio Rizzolo, Guido Roncalli, Pier Giorgio Bellocchio
- Ascolti Italia: 4 176 000 telespettatori – share 18.6%

## I figli di Deva
- Diretto da:
- Scritto da:

### Trama
Benedetta Fogliati viene ritrovata morta. La Fogliati era tornata dopo tanto tempo per ritrovare il figlio che aveva partorito durante la sua appartenenza a Deva. La vicenda riapre vecchie ferite in Francesco, che sta cercando anche lui il figlio avuto con Livia, e in Isabella, con cui la notte prima dell'aggressione la vittima aveva avuto un acceso diverbio. Benedetta aveva scoperto che era Adriana ad accudire i bambini di Deva, e che suo figlio è morto per via di una malattia che non è stata curata, a causa delle rigide regole di Deva che vietavano le medicine. È stato Mario Moroder, il padre del bambino (che nel frattempo aveva ricostituito una comunità con alcuni ex membri di Deva, e ha seppellito il corpo del figlioletto), a uccidere l'ex compagna perché lo voleva denunciare. Francesco scopre che il figlio più piccolo dei Moser, Leonardo, è stato adottato. Francesco si ricorda che era il nome che Livia aveva scelto, e notando nel bambino una certa somiglianza con la Sonzogni, si convince che è davvero suo figlio. Francesco convince così Vincenzo a sottoporre Leonardo a un test del DNA per verificare la sua paternità. Eva torna a San Candido per il battesimo di Carmela, ma la donna riparte pochi giorni dopo, e Vincenzo ha un duro scontro con lei, invitandola a non tornare mai più. Vincenzo continua a stringere un legame molto forte con Valeria, i due stanno per baciarsi, ma in quel momento torna Ezio, il padre di Isabella, con cui Valeria aveva avuto una tresca quando lei era ancora giovane. Questo è il motivo che ha portato Valeria e Adriana a dividersi per tanti anni, e che ha portato Ezio ad abbandonare la moglie e la figlia. Emma, invece, supera le iniziali ritrosie e affronta con Francesco il tema della sua gravidanza. L'uomo, che ha paura di perdere la compagna, non è disposto a tenere il bambino, anche perché ha scoperto dell'esistenza di Leonardo. Emma così lascia Francesco e va via dalla palafitta.
- Citazione finale: "È così che fanno i buoni. continuano a provarci. non si arrendono mai" (Cormac McCarthy)
- Altri interpreti: Massimo Nicolini, Andrea Gherpelli, Federica De Benedettis, Lara Balbo, Jinny Steffan, Sergio Basile
- Ascolti Italia: 4 361 000 telespettatori – share 20.1%

## Fantasmi del passato
- Diretto da:
- Scritto da:

### Trama
Francesco accorre in un maneggio dov'è in corso un incendio e vi trova uccisa la proprietaria, Sole Dupont. Le indagini portano a un probabile coinvolgimento del violento ex marito della vittima, Raphael Ploner: Sole lo aveva lasciato dopo la scomparsa della figlia Francesca, e grazie alla terapia con la psicologa Salvi, la vittima aveva ricominciato a vivere. Elena, seguita da un misterioso individuo, viene accolta in palafitta da Francesco. Ploner, indebitatosi nelle ricerche per la figlia, e ossessionato dalla psicologa perché convinto che abbia indotto la moglie a lasciarlo, scopre che Francesca è viva ed è incinta. Nel tentativo di uccidere Elena, Raphael viene disarmato da Neri. Francesca rivive in ipnosi il trauma che l'ha sconvolta quando era piccola, e ricorda la cicatrice dell'uomo che aveva abusato di lei quando era piccola, ovvero suo zio, il fratello di Sole. Quest'ultimo ha ucciso Sole, che aveva scoperto la verità sul suo conto, ed aveva appiccato l'incendio alla stalla per incolpare Raphael. Il ritorno di Ezio fa ingelosire Vincenzo, e mette Valeria di fronte a una scelta difficile che riguarda la sua vita: quando Ezio le chiede di partire per una spedizione alpina con lui e Isabella, la Ferrante rifiuta decidendo di dare stabilità alla nipote. Ezio però sorprende la donna, comunicandole che resterà a San Candido e di avervi trovato un lavoro e una casa per stare vicino a Isabella. Emma e Francesco si sono presi un momento di pausa, e sembrano lontani l'uno dall'altra. La Giorgi scopre che suo fratello Giulio è dipendente dalla droga; l'episodio avvicina Emma a Kroess, tanto da confondere i sentimenti della donna. Anche Neri entra in confidenza con Elena, e scopre che è stata molestata dal prof. Alessandri, quando lei lavorava all'ospedale psichiatrico. Francesco continua inoltre a pensare a Leonardo. Ma il test del DNA sul bambino parla chiaro: non è lui il figlio di Neri.
- Citazione finale: "E poi non sapevo cosa guardare e guardai il cielo" (Italo Calvino)
- Altri interpreti: Andrea Gherpelli, Matteo Cremon, Francesco Siciliano, Gualtiero Burzi, Giorgia Gambuzza, Lorenzo Aloi, Daniela Amato, Tommaso Maria Neri, Giorgio Donatoni
- Ascolti Italia: 4 281 000 telespettatori – share 19.5%

## Onora il padre
- Diretto da:
- Scritto da:

### Trama
In un antiquariato di proprietà di una famiglia ebrea, i Levi, viene ritrovato morto il commesso, Massimo Bosso. Dell'omicidio viene accusato Klaus, l'ultima persona ad aver visto la vittima: il ragazzo inoltre porta sulla nuca un tatuaggio nazista, segno delle pericolose idee che il padre gli trasmette, e dalle quali Francesco cerca di allontanare. Quando Neri sembra aver ottenuto la fiducia di Klaus, il ragazzo si sente male in carcere per via di un veleno ingerito poco prima. Klaus ottiene così i domiciliari: è stato in realtà Bruno a farlo uscire dal carcere corrompendo un cuoco della mensa. Il ragazzo si scontra con il padre, ma viene difeso da Neri, che gli propone di andare a vivere con lui in palafitta. Dalle indagini viene fuori che Bosso aveva solo finto di conventirsi all'ebraismo e di stare con Aurora per mirare al patrimonio di Roman Levi, vendicandosi del fratello Alex che lo aveva spodestato dalla gestione dell'azienda di famiglia. A uccidere Bosso è stata la sua amante, rimasta incinta: Massimo non voleva occuparsi del figlio. Un evento traumatico travolge Emma: dopo l'ennesimo svenimento perde il bambino. L'avvenimento allontana sempre di più la Giorgi e Francesco, che si accorge tardi di quanto tenesse al loro figlio. Kroess difende la causa di un cavallo ferito che sta per essere ucciso, e convince Emma a guarirlo: Albert e la Giorgi finiscono per fare l'amore, ma la donna se ne pente perché ama Francesco. Neri sorprende Emma con una proposta di matrimonio, che lei accetta. Isabella vuole partire con il padre per la Patagonia, ignara che il genitore sia in realtà pieno di debiti, e che sia tornato a San Candido solo per procurarsi i soldi che Adriana aveva messo da parte. Valeria è così costretta da Ezio a raccontare a Isabella del vero motivo della separazione dei suoi genitori. Mentre Ezio riparte, Vincenzo, i cui lavori della casa sono finiti, decide di non traslocarvi più e rimane in foresteria: i suoi sentimenti per la Ferrante sono sempre più espliciti. Ma l'inaspettato ritorno di Eva pone Nappi di fronte a nuovi scenari.
- Citazione finale: "Le nostre ferite sono spesso le aperture nella parte migliore e più bella di noi" (David Richo)
- Altri interpreti: Andrea Gherpelli, Emilio Fallarino, Astrid Canali, Alicia Chiesa, Paolo Spezzaferri, Riccardo Leonelli, Jinny Steffan
- Ascolti Italia: 4 389 000 telespettatori – share 19.3%

## La fuga
- Diretto da:
- Scritto da:

### Trama
Edoardo Chiarulli, detenuto che lavorava nell'allevamento Moser, viene assassinato. Quella mattina la vittima aveva pesantemente litigato con Kroess, apparentemente per diverbi personali. In realtà Chiarulli era alla guida dell'auto che anni prima ha causato l'incidente nel quale perse la vita Maria, la fidanzata di Kroess. A uccidere Chiarelli è stata l'ex moglie, in realtà lei a guidare ubriaca la sera dell'incidente: Edoardo si era preso le colpe perché suo figlio stesse con la madre, ma quando è uscito di prigione, ha scoperto che la moglie stava con un altro e l'ha minacciata di dire tutta la verità alla polizia. Albert, che deve fare i conti col suo passato, ma anche con l'amore per Emma non corrisposto, scompare dalla stalla: in realtà qualcuno lo tiene prigioniero. Huber, durante le ricerche, scopre il covo, ma viene ferito. Il rapitore è in realtà Giorgio, il fratello di Maria, che tiene in ostaggio Kroess per vendicarsi della morte della sorella. Quando arriva la polizia, Giorgio viene arrestato, ma Albert scappa con la pistola di Huber, salvo poi presentarsi spontaneamente in commissariato e costituirsi. All'insaputa del marito, Ingrid aiuta Klaus nella sua nuova vita alla palafitta, mentre il Moser e Isabella si rimettono insieme. Il ritorno di Eva, che dopo la morte della madre cerca di ricucire il rapporto con la piccola Carmela, sconvolge gli equilibri delle vite di Vincenzo e Valeria: mentre la Ferrante è gelosa della Fernandez, anche se non lo dà a vedere, Vincenzo sorprende Eva dicendole di non amarla più. Elena vince la causa contro Alessandri, anche grazie all'aiuto di Neri che la supporta. Le probabilità che l'operazione di Emma vada a buon fine sono calate, ma non è solo questo che preoccupa la Giorgi. Quando Francesco la porta a vedere il vecchio maso di Zoe che ha messo a nuovo, Emma gli confessa di averlo tradito con Albert, lasciandolo senza parole.
- Citazione finale: "C'è qualcosa nello spirito umano che sopravvive, c'è una piccola e brillante luce accesa nel cuore dell'uomo, che non si spegne, non importa quanto oscuro il mondo diventi" (Lev Tolstoj)
- Altri interpreti: Mino Caprio, Francesca Romana De Martini, Daniela Camera, Riccardo Bocci, Marco Imparato
- Ascolti Italia: 4 136 000 telespettatori – share 20.1%

## La sorgente dell'odio
- Diretto da:
- Scritto da:

### Trama
Tra gli effetti personali di Benedetta Fogliati (l'ex membro di Deva uccisa nella quinta puntata) viene trovata una foto di Livia, incinta al sesto mese durante il periodo di appartenenza alla setta: Neri è ancora convinto che la moglie non abbia abortito. Klaus confessa a Francesco che suo padre lo ha costretto a mentire alla polizia, raccontando che Adriana era complice di Casarin nel traffico di migranti. Vincenzo e Neri rintracciano Ludo Kirk, il direttore della banca presso la quale sono stati effettuati i versamenti sul conto della Ferrante. Kirk, intimorito da Bruno Moser, viene anche aggredito prima che possa rivelare tutta la verità a Neri e Vincenzo. Ingrid conferma l'alibi del marito per quella notte, ma la donna ha un occhio tumefatto, segno che Moser la picchia. Klaus è deciso a proteggere la sua famiglia, ma suo padre lo costringe a tornare a casa dopo avergli detto una verità sul suo conto. Neri trova in casa di Kirk una sua foto scattata in una cascata a Kopper, un remoto paesino tedesco; intento a raccogliere le prove per incastrare Bruno e Kroess e scoprire il legame che li unisce, Neri decide di partire insieme a Vincenzo per la Germania. I nostri scoprono che è in atto un'opera di colonizzazione, espropriazioni delle terre e proselitismo locale da parte di alcuni gruppi eco-nazisti: Moser sta ricostruendo a San Candido una di queste eco-comunità, finanziato da Kirk. La sorella di Bruno inoltre racconta che suo fratello, Kroess e Kirk sono amici di vecchia data. Kroess ha fatto partorire Livia, affidato Leonardo a Moser, mentre Moser ha sfruttato l'amicizia di Ludo per far ricadere le colpe del traffico di migranti su Adriana. Intanto Eva chiede l'affidamento esclusivo di Carmela. L'udienza preliminare sembra dar ragione a Vincenzo, ma mentre Valeria la accudisce la bambina cade e si frattura il braccio. Huber e Valeria chiamano così Eva, che porta via Carmela, all'insaputa e in assenza del padre. Emma, lasciata da Neri, grazie all' incoraggiamento di Kroess, fissa la data del suo intervento, nonostante le basse probabilità di riuscita. Mentre sono in ritorno per l'Italia, l'auto di Vincenzo e Neri viene assalita da alcuni sicari; ne segue un conflitto a fuoco, nel quale Vincenzo viene colpito e ferito gravemente.
- Citazione finale: "A differenza del male, il bene è invisibile. Il bene è fatto di un'infinità di piccole azioni, che, una dopo l'altra, forse un giorno, riusciranno a cambiare il mondo" (Mark Levy)
- Altri interpreti: Alberto Cracco, Federica De Benedettis, Elettra Mallaby, Stefania De Francesco, Chiara Baschetti, Pier Giorgio Bellocchio, Tony Laudadio
- Ascolti Italia: 4 407 000 telespettatori – share 19.95%

## Il figlio
- Diretto da:
- Scritto da:

### Trama
Vincenzo viene portato in ospedale e operato d'urgenza; fortunatamente il commissario si salva. Appena svegliatosi, Nappi deve fare i conti con una notizia scioccante: i servizi sociali hanno affidato Carmela a Eva, in attesa che il giudice si pronunci sull'affidamento esclusivo. Il verdetto potrebbe giungere dopo molto tempo, per cui Eva sarà libera di portarsi la bambina a Madrid. Come se non bastasse, il questore sospende Nappi perché accusato di aver aggredito Eva; il commissariato è così in mano a Huber. Emma, venuta a sapere la verità su Albert e Moser, si licenzia dalla scuderia di Bruno e allontana Kroess, che le rinnova il suo amore che lo ha profondamente cambiato. Klaus è tornato a casa e lascia Isabella: il ragazzo è stato costretto dal padre per difendere la madre. Infatti, è stata Ingrid a uccidere Adriana: la Ferrante voleva toglierle l'affidamento di sua figlia (feritasi accidentalmente mentre giocava con un fucile), e aveva riconosciuto Leonardo, che non è figlio di Francesco, ma il frutto della relazione tra Livia e Kroess. Moser ordina ad Albert di uccidere Neri perché ormai sa troppe cose sul loro conto, ma Albert, dopo aver dato a Neri un finto appuntamento per svelargli la verità, non riesce a sparargli. Messo alle strette da Moser, Albert rapisce Leonardo. Emma e Neri riescono a trovarli, ma Moser li sorprende. Kroess fa scappare Emma con Leonardo, e ingaggia una colluttazione con Bruno; ad avere la peggio è Albert, che muore, dopo essersi fatto promettere da Neri di prendersi cura di suo figlio. Bruno scappa, portandosi dietro suo figlio e le figlie con l'intenzione di scappare in Austria. Neri segue le tracce dei fuggitivi a cavallo e li raggiunge, riuscendo ad arrestare Bruno e a consegnarlo così alla giustizia. Klaus e Isabella possono così  liberarsi dei loro fantasmi e vivere il loro amore. Grazie alle parole di Valeria, Eva pensa al bene di sua figlia e rinunciando alla custodia esclusiva la riporta a suo padre. Francesco ed Emma si riconciliano e si dichiarano amore eterno, superando ogni difficoltà, prendendosi cura di Leonardo.
- Citazione finale: "Chi salva una vita, salva il mondo" (Talmud di Babilonia)
- Altri interpreti: Giulia Fiume. Fabrizio Rizzolo, Stefania De Francesco, Chiara Baschetti, Pier Giorgio Bellocchio, Tony Laudadio
- Ascolti Italia: 4 966 000 telespettatori – share 22.3%